# 광안중학교
광안중학교(廣安中學校)는 대한민국 부산광역시 수영구 광안동에 있는 공립 중학교이다.

## 학교 연혁
- 1980년 3월 31일 : 망미중학교로 설립발족
- 1981년 1월 17일 : 광안중학교로 정식인가
- 1981년 3월 1일 : 초대 고남윤 교장 취임
- 1981년 3월 5일 : 개교 및 입학식(10학급 676명)
- 1984년 2월 14일 : 제1회 졸업식(10학급 666명)
- 2025년 2월 7일 : 제42회 졸업식(4학급 95명, 누계 17,107명)
- 2025년 3월 1일 : 제18대 노춘숙 교장 취임
- 2025년 3월 4일 : 제45회 입학식(4학급 112명)

## 참고 자료
- 광안중학교 - 한국교육학술정보원 학교알리미